# Chaczkar w Krakowie
Chaczkar (ormiański kamień krzyżowy) – pomnik Ormian polskich znajdujący się w Krakowie, w Dzielnicy I Stare Miasto, przy ul. Kopernika 9 obok kościoła św. Mikołaja.
Pomnik ma formę chaczkaru – ormiańskiej kamiennej płyty wotywnej, upamiętniającej szczególne wydarzenia. Krakowski chaczkar stoi przy dawnym trakcie komunikacyjnym wychodzącym z Krakowa w kierunku wschodnim i ma formę ołtarza skierowanego na wschód. Na wschodniej, tylnej elewacji monumentu wykuty jest majuskułą napis dedykacyjny w języku polskim następującej treści: "TEN / CHACZKAR, / CZYLI / "KAMIEŃ KRZYŻOWY" / Z ORMIAŃSKIM "KRZYŻEM KWITNĄCYM", / UPAMIĘTNIA ORMIAN, / KTÓRZY OD XIV WIEKU MIESZKALI W POLSCE / I POŁOŻYLI WIELE ZASŁUG / DLA RZECZYPOSPOLITEJ. // MONUMENT JEST POŚWIĘCONY RÓWNIEŻ: / OFIAROM LUDOBÓJSTWA DOKONANEGO / NA ORMIANACH W TURCJI W 1915 ROKU, / ORMIANOM I POLAKOM ZAMORDOWANYM / PRZEZ UKRAIŃSKICH NACJONALISTÓW Z UPA / 19-21 IV 1944 W KUTACH NAD CZEREMOSZEM / ORAZ W INNYCH MIEJSCOWOŚCIACH KRESOWYCH, / KSIĘŻOM ORMIAŃSKOKATOLICKIM / ARESZTOWANYM, ZABITYM LUB WYWIEZIONYM NA SYBIR / PRZEZ SOWIECKIE WŁADZE OKUPACYJNE / W LATACH II WOJNY ŚWIATOWEJ."
Na zachodniej fasadzie pomnika dominuje motyw ormiańskiego "kwitnącego krzyża", z charakterystycznymi pąkami na zakończeniach ramion i palmetowo ukształtowanymi liśćmi u podstawy. Bowiem, zgodnie z prastarą ormiańską legendą, drzewo krzyża zakwitło, po ukrzyżowaniu na nim Zbawiciela. Jest to nawiązanie do religijnego symbolu "Drzewa Życia".
Autorem projektu chaczkaru jest krakowski architekt i historyk sztuki Jacek Chrząszczewski. W projekcie tym oparł się on na swoich badaniach naukowych nad architekturą i sztuką Ormian zamieszkałych na terenach należących niegdyś do Korony Królestwa Polskiego. Zastosował w nim detale i ornamenty orientalne występujące w architekturze i sztuce ormiańskiej, takie jak: "gzyms stalaktytowy" (mukarnas) pochodzenia perskiego, "łańcuchy seldżuckie" pochodzenia tureckiego, ormiański "krzyż kwitnący" umieszczony na fasadzie zachodniej w dużej niszy wraz z medalionami, na których widnieją ormiańskie ligatury imienia Zbawiciela: "ՅՍ ՔՍ" (ՅԻՍՈՒՍ ՔՐԻՍՏՈՍ = JEZUS CHRYSTUS), poniżej jednobrzmiący napis w językach ormiańskim i polskim: "ՀԱՅԵՐԻՆ / ORMIANOM", flankowany przez trójkątnie wcięte nisze zwieńczone łukami "w ośli grzbiet", zegar słoneczny z ormiańskimi literami na elewacji południowej, dwa "krzyżyki wotywne" poświęcone "braciom w podróży" po stronie południowej  i "braciom zmarłym" po stronie północnej, a także napis dedykacyjny i gmerki ormiańskich rodzin kupieckich ze Lwowa na elewacji wschodniej. Chaczkar został wykonany w zakładzie kamieniarskim Stanisława Cekiery w Dębniku pod Krakowem z jasnożółtego żyłkowanego piaskowca, sprowadzonego z kamieniołomu w Długopolu-Polance koło Bystrzycy Kłodzkiej.
Pomnik odsłonięto 17 kwietnia 2004 roku w przededniu 89. rocznicy ludobójstwa dokonanego na około 1,5 mln ludności ormiańskiej w Turcji w 1915 roku.

## Źródło
- Strona Ormiańskiego Towarzystwa Kulturalnego